# Stamnodes argentistriga
Stamnodes argentistriga là một loài bướm đêm trong họ Geometridae.